# Mesasippus kozhevnikovi
Mesasippus kozhevnikovi is een rechtvleugelig insect uit de familie veldsprinkhanen (Acrididae). De wetenschappelijke naam van deze soort is voor het eerst geldig gepubliceerd in 1925 door Tarbinsky.